# Albízie

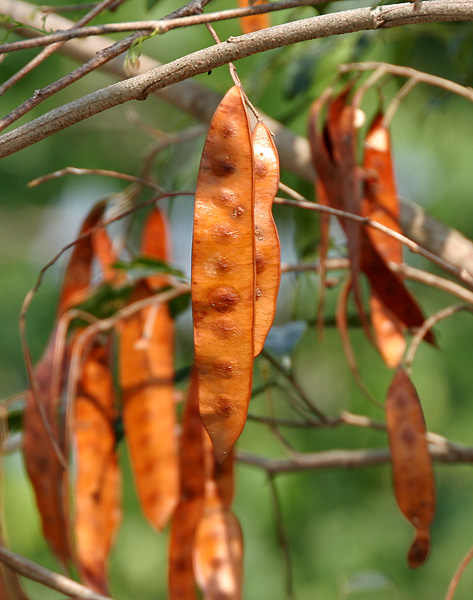
Plody Albizia procera

Albízie (Albizia) je rod rostlin z čeledi bobovité (Fabaceae). Vyznačují se dvakrát zpeřenými listy a kulovitými květenstvími často s nápadnými, vyčnívajícími tyčinkami. Albízie jsou rozšířeny v tropech a subtropech celého světa. Některé druhy, např. albízie růžová, jsou pěstovány v teplých krajích jako okrasné rostliny.
Druh Albizia saman je často uváděn pod dřívějším synonymem Samanea saman.

## Popis
Albízie jsou keře a stromy nebo výjimečně i liány s dvojitě zpeřenými listy. Stromovité druhy mívají charakteristickou široce deštníkovitou korunu a některé dorůstají výšek až 50 metrů. Listy jsou složeny buď z velkého množství drobných lístků a připomínají listy kapradin, nebo jsou složeny z menšího počtu větších lístků. Na řapíku a střední ose listu bývají charakteristické žlázky. Palisty bývají drobné a opadavé. Rostliny jsou obvykle bez trnů. Oboupohlavné drobné pravidelné květy jsou uspořádány v kulovitých hlávkách skládajících úžlabní nebo vrcholové laty. Květy jsou nejčastěji žluté, bílé nebo růžové. Kalich je zvonkovitý až nálevkovitý a zakončený 5 zuby. Koruna je drobná, nálevkovitá, v horní části pětilaločnatá. Tyčinek je mnoho, bývají nápadné, bílé, růžové, červené nebo purpurové, dlouze vyčnívající z květů. Nitky tyčinek jsou na bázi srostlé. Semeník je kopinatý až čárkovitý a obsahuje několik vajíček. Čnělka je dlouhá, většinou delší než tyčinky, a je zakončena drobnou bliznou. Plody jsou ploché, převislé, často papírovitě tenké, nepukavé nebo pukající po delší době. U některých druhů plody vytrvávají na stromě po mnoho měsíců.

## Rozšíření
Rod albízie zahrnuje asi 120 až 140 druhů. Je rozšířen v tropech a subtropech celého světa. V evropské květeně není zastoupen, s některými pěstovanými druhy se však lze setkat ve Středomoří. V Asii zasahuje nejdále na západ A. julibrissin (do Íránu a Ázerbájdžánu). Druh A. glabrior roste v Japonsku na ostrovech Kjúšú a Rjúkjú.
Albízie jsou dobře adaptovány na chudé půdy a v tropech vystupují až do výšek 1600 metrů. Nejčastěji se vyskytují v druhotných lesích, na savanách a na písčitých půdách podél řek. Některé druhy tolerují zasolení a rostou na mořském pobřeží.

## Ohrožené druhy
Druh Albizia vaughanii je veden v Červeném seznamu ohrožených druhů IUCN jako kriticky ohrožený druh. Roste na ostrově Mauricius a je známo pouze několik exemplářů této rostliny. Jako ohrožený je v tomto seznamu zařazen i druh Albizia plurijuga, pocházející z Mexika.

## Taxonomie
Rod Albizia je v taxonomii čeledi bobovité řazen do podčeledi Caesalpinioideae a do tribu Ingeae. Dříve byl součástí podčeledi Mimosoideae (resp. samostatné čeledi Mimosaceae), která byla v roce 2017 vřazena do podčeledi Caesalpinioideae. Mezi blízce příbuzné rody náleží dle výsledků molekulárních studií např. Samanea, Inga a Enterolobium. Albízie jsou příbuzné akáciím a jsou s nimi často zaměňovány.

## Ekologické interakce
Semena albízií jsou šířena zpravidla větrem, pouze u některých druhů, např. u Albizia saman, prostřednictvím savců.
Albízie náležejí mezi rychle rostoucí dřeviny. Mívají mělké kořeny a snadno se vyvrátí větrem. Někdejší druh rodu Albizia falcata, dnes známá jako Falcataria moluccana, byla popsána jako jeden z nejrychleji rostoucích stromů Malajsie. Tříleté stromy dosahují výšek 16 metrů, v 9 letech již 33 metrů a v 17 letech 45 metrů.

## Obsahové látky
Mezi účinné látky obsažené v různých druzích albízií náležejí zejména různé alkaloidy, saponiny a glykosidy. V kůře je často vysoký obsah tříslovin (až 17%).
Albízie růžová (Albizia julibrissin) obsahuje saponiny, glykosidy kyseliny albigenové, kyselinu echinocystovou. Asijská albízie Albizia lebbeck obsahuje flavonoidy, triterpenoidy, triterpenoidní saponiny aj., v kůře také kardioaktivní a antrachinonové glykosidy.
Kůra druhu Albizia procera obsahuje mimo tříslovin i beta-sitosterol, v kořenech i semenech jsou obsaženy saponiny. Semena Albizia amara obsahují budmunchiaminové alkaloidy s antibakteriálním účinkem.

## Zajímavosti
Druh Albizia saman má při volném růstu široce deštníkovitou korunu, která běžně dosahuje šířky až 30 metrů. Starý exemplář na Trinidadu byl vysoký asi 50 metrů, šířka koruny dosahovala 60 metrů a průměr kmene přes 2,6 metru. Produkce zelené hmoty používané jako krmivo pro dobytek je ohromující. Pětiletý strom vyprodukuje okolo 550 kg listí ročně.
Listy Albizia saman jsou senzitivní, na noc a při deštivém počasí se zavírají.

## Zástupci
- albízie růžová (Albizia julibrissin)

## Význam
Některé druhy albízií se pěstují v tropech a subtropech jako okrasné dřeviny. Mezi běžněji pěstované náleží např. albízie růžová (Albizia julibrissin), Albizia lebbeck a A. niopoides. Celkem vzácně lze na albízii narazit i ve sbírkách českých botanických zahrad, např. ve středomořské expozici Pražské botanické zahrady v Tróji.
Druh Albizia saman (syn. Samanea saman) je v tropických zemích, zejména v Americe a ve východní Asii, často pěstován jako stínící strom ve městech, zahradách, parcích a na plantážích. Plody jsou výživné (obsahují 13 až 18 % bílkovin) a jsou zkrmovány hovězím dobytkem a kozami. Mají krásnou vůni, pro člověka jsou však příliš trpké. Na Havaji se ze semen dělají náhrdelníky, v Jižní Americe se z dužniny plodů připravuje nápoj.
Dřevo Albizia saman je dosti ceněné a dobře opracovatelné. Běl je nažloutle šedá, jádrové dřevo tmavě hnědé až červenohnědé. Hoblované plochy jsou velmi hladké. Svým charakterem připomíná dřevo ořešáku a slouží také jako jeho náhrada. Je používáno v truhlářství, na výrobu kánoí a podobně. Prodává se pod názvem saman.
Rovněž dřevo africké albízie Albizia ferruginea je dekorativní, pevné, trvanlivé, středně tvrdé. Prodává se pod názvem iatandza a používá se zejména na dýhy a též na masivní nábytek, okna, dveře a podobně.
Četné druhy albízií mají místní využití v oblastech svého výskytu zejména jako pícniny, zelené hnojení a jako stínící rostliny. Ke stínění kávových a čajových plantáží jsou využívány zejména druhy Albizia chinensis, A. odoratissima a A. stipulata. Některé druhy albízií náležejí mezi včelařsky významné rostliny.
V tradiční indické medicíně jsou využívány druhy Albizia procera, A. amara a A. lebbeck, v Číně a Koreji zejména Albizia julibrissin.

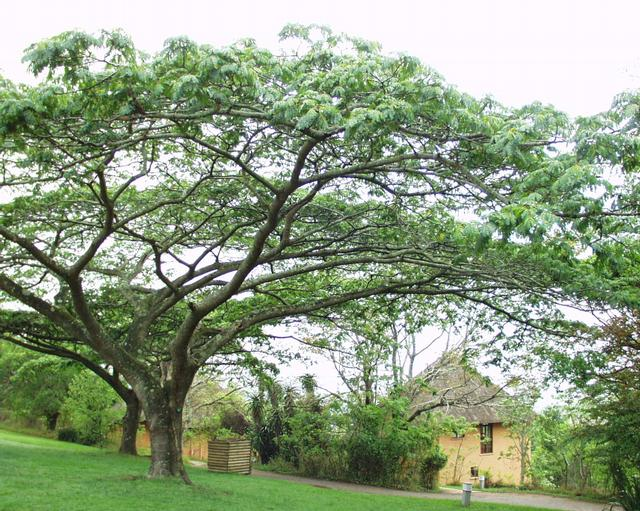
Albízie Albizia adiantifolia
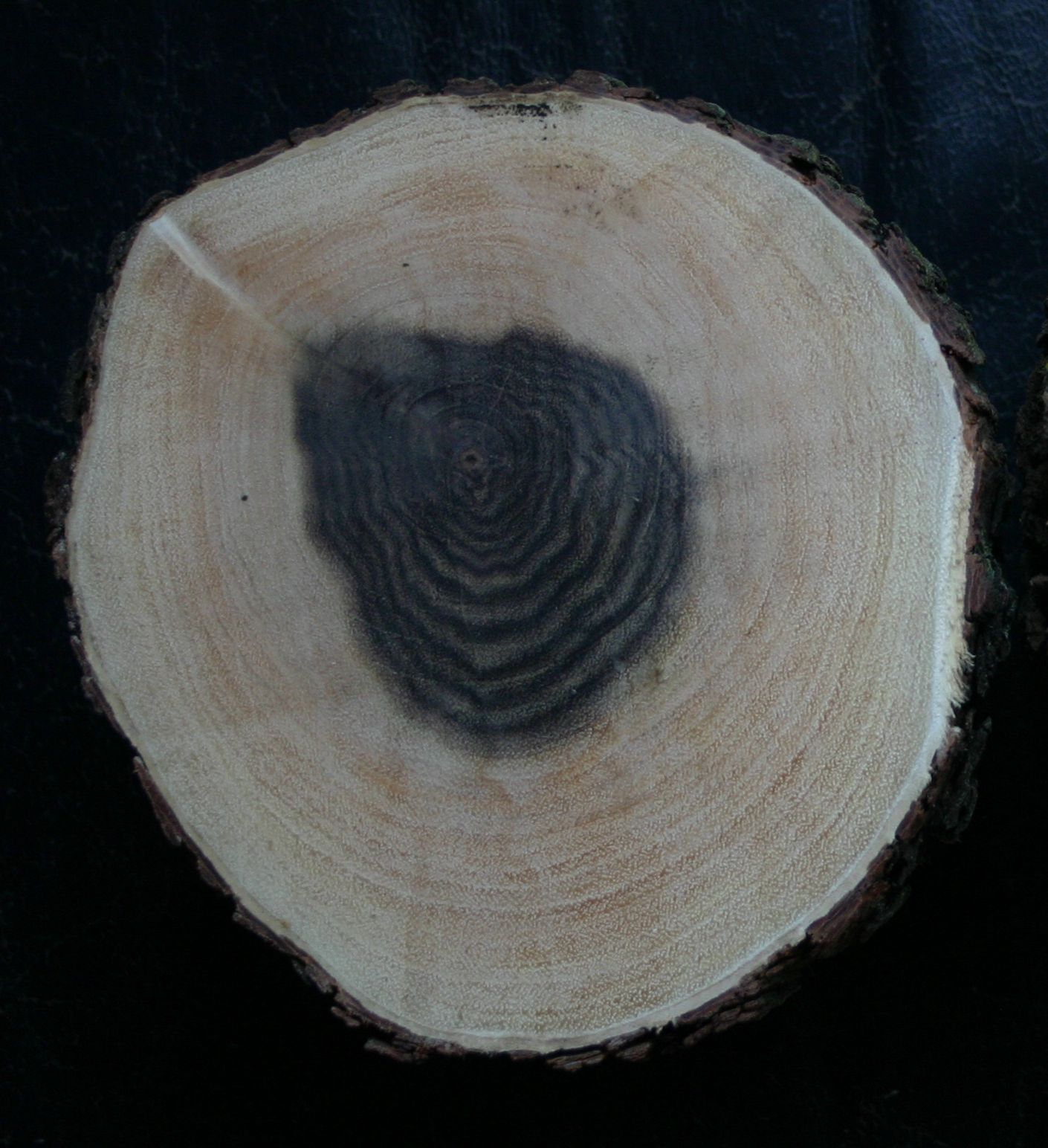
Řez kmenem albízie Albizia odoratissima
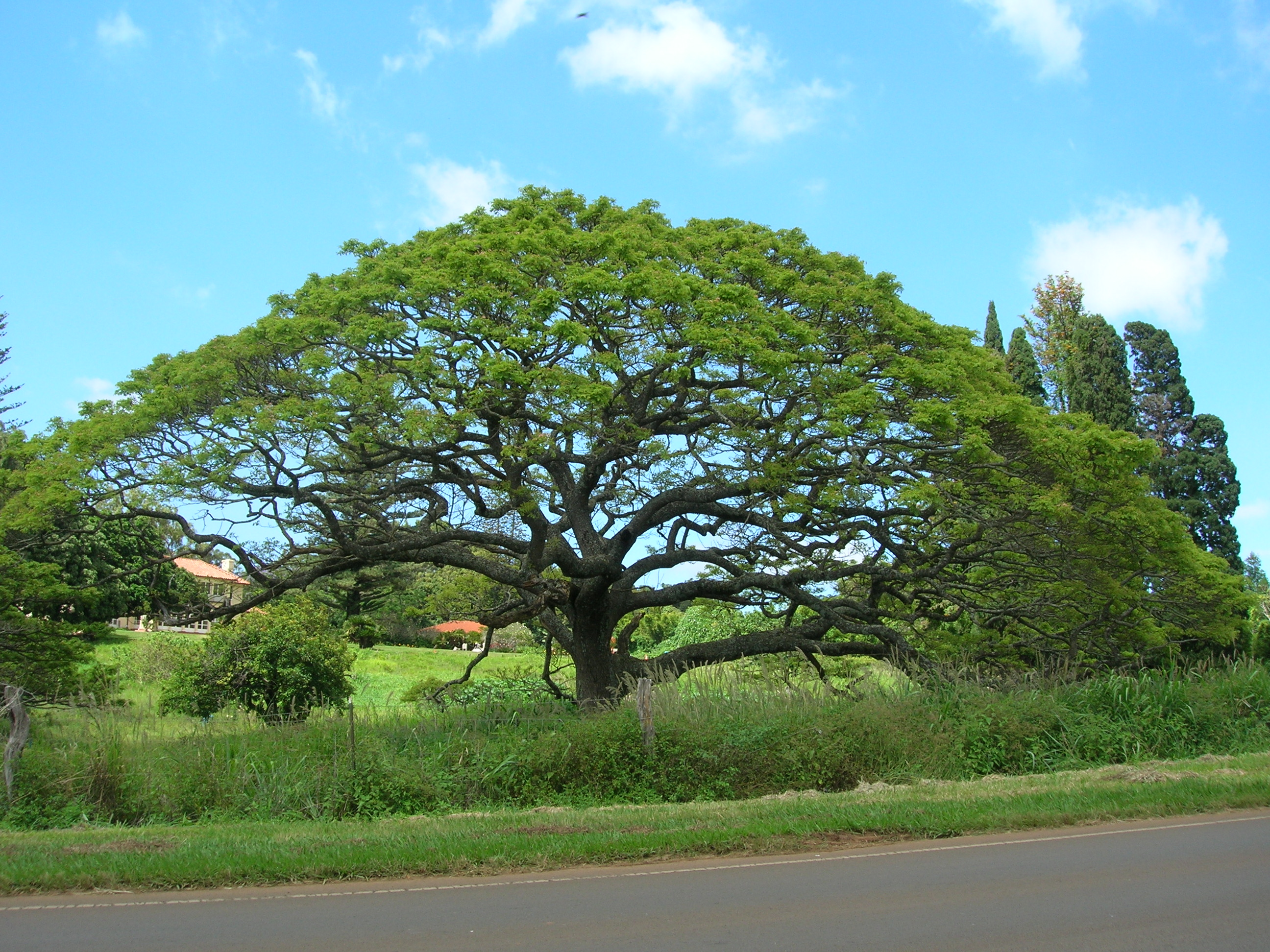
Albizia saman